# Edward Stevens
Edward Stevens (Saint Louis, 15 settembre 1932 – Tucson, 9 giugno 2013) è stato un canottiere statunitense.

## Palmarès

### Olimpiadi
- 1 medaglia:
  - 1 oro (Helsinki 1952 nell'otto)